# Tiefenbach (Renânia-Palatinado)
Tiefenbach é um município da Alemanha localizado no distrito de Rhein-Hunsrück, estado da Renânia-Palatinado.
Pertence ao Verbandsgemeinde de Simmern.